# Rhododendron porphyranthes
Rhododendron porphyranthes är en ljungväxtart som beskrevs av Herman Otto Sleumer. Rhododendron porphyranthes ingår i släktet rododendron, och familjen ljungväxter. Inga underarter finns listade i Catalogue of Life.